# Серединний хребет
Середи́нний хребе́т (рос. Среди́нный хребе́т) — гірське пасмо, головний вододільний хребет півострова Камчатки Камчатського краю Росії.

## Географія
Хребет простягнувся паралельно поздовжньої осі півострова Камчатки, практично в центральній його частині, із півдня — південного заходу на північ — північний схід на 1200 км — через весь півострів. Ширина хребта, в центральній його частині, сягає 120 км. На заході межує з прибережною рівниною Охотського моря — Західно-Камчатською низовиною, а на сході: в південній та центральній частинах — з Центральнокамчатською низовиною та Східним хребтом, а в північній — омивається Карагинською затокою Берингового моря.
Хребет складений кристалічними сланцями і гнейсами палеозою; пісковиками, сланцями і вулканічними породами мезо-кайнозою. Сліди стародавніх зледенінь (карри, троги, цирки). Містить велику кількість вулканів, в основному щитових та стратовулканів, серед них багато згаслих. Крім вулканів, складається із лавових плато, окремих гірських масивів і ізольованих вершин, покритих льодовиками, загальна площа яких становить 866 км². Один із найбільших льодовиків — Слюніна (35,6 км²).
В складі гірського пасма вирізняються хребти: Малкінський, Козиревський та Бистринский. Найвища точка, діючий вулкан — Ічинська Сопка (3607 м). Висота багатьох вулканів перевищує 2000 м: Хувхойтун (2618 м), Алнай (2581 м), Гостра Сопка (2539 м), Шишель (2525 м), Іктунуп, (2300 м), Сніжний (2211 м), Сніговий (2169 м), Кевенейтунуп, (2133 м).
В північній частині хребта знаходиться найбільша кількість перевалів. Для центральної частини хребта характерні значні відстані між великими вершинами. Південна частина — характеризується високим ступенем розчленованості на окремі масиви, які вирізняються асиметрією схилів.

## Рослинність
У долинах гірського пасма — луки з високою травою. У нижній частині схилів переважають ліси кам'яної берези (береза Ермана), зарослі кедрового та вільхового сланників, вище — гірські тундри.

### Топографічні карти
- Аркуш карти O-58 Усть-Камчатськ. Масштаб: 1:1 000 000. Видання 1989 р.
- Аркуш карти O-57 Ключевська Сопка. Масштаб: 1:1 000 000. Видання 1990 р.
- Лист карты N-57 Петропавловськ-Камчатський.  Масштаб: 1 : 1 000 000. Видання 1967 р.
- Аркуш карти M-57 м. Лопатка. Масштаб: 1:1 000 000. Видання 1969 р.